# Rodrigo Meléndez
Rodrigo Meléndez, född 3 oktober 1977 i Santiago, är en chilensk fotbollsspelare i San Luis de Quillota. Han är också känd som Kalule.  I första hand spelar Meléndez som defensive mittfältare, men han kan också användas som försvarare om så behövs.

## Karriär

### Cobreloa
Meléndez debuterade i Cobreloa 1996. År 2003 vann Cobreloa både Apertura och Clasura turneringarna. 

### Argentina
Efter den 7 år långa Cobreloa-karriären flyttade Meléndez till andra sidan Anderna för att spela i Argentina, i Quilmes, ett lag från Buenos Aires. Säsongen 2003 var Quilmes första i den argentinska högstaligan och laget överraskade många genom att komma 4:a i Apertura turneringen och 6:a i Clasura turneringen. Meléndez spelade 32 matcher på bara 1 säsong, men därefter flyttade han igen.